# Realme 6 Pro
realme 6 Pro — смартфон середнього класу, розроблений компанією realme, що є покращеною версією realme 6. Був представлений 5 березня 2020 року.

## Дизайн
Екран виконаний зі скла Corning Gorilla Glass 5. Корпус виконаний з пластику та має перелив у вигляді блискавки.
Знизу знаходяться роз'єм USB-C, динамік, мікрофон та 3.5 мм аудіороз'єм. Зверху розташований другий мікрофон. З лівого боку смартфона розташовані кнопки регулювання гучності та слот під 2 SIM-картки і карту пам'яті формату microSD до 512 ГБ. З правого боку розміщена кнопка блокування смартфону, в яку вбудований сканер відбитку пальця.
В Україні realme 6 Pro продавався в 2 кольорах: Lightning Blue (синій) та Lightning Red (фіолетовий). Також смартфон існує в кольорі Lightning Orange (помаранчевий).

## Технічні характеристики

### Платформа
Смартфон отримав процесор Qualcomm Snapdragon 720G та графічний процесор Adreno 618.

### Батарея
Батарея отримала об'єм 4300 мА·год та підтримку швидкої зарядки VOOC 4.0 на 30 Вт.

### Камери
Смартфон отримав основну квадро камеру 64 Мп, f/1.8 (ширококутний) + 12 Мп, f/2.5 (телеоб'єктив) з 2x оптичним зумом + 8 Мп, f/2.3 (ультраширококутний) + 2 Мп, f/2.4 (макро) з фазовим автофокусом та здатністю запису відео в роздільній здатності 4K@30fps. Також смартфон отримав подвійну фронтальну камеру на 16 Мп, f/2.1 (ширококутний) + 8 Мп, f/2.2 (ультраширококутний) з кутом огляду 105˚. Також передня камера вміє записувати відео у роздільній здатності 1080p@30fps.

### Екран
Екран IPS LCD, 6.6", FullHD+ (2400 × 1080) зі співвідношенням сторін 20:9, щільністю пікселів 399 ppi, частотою оновлення дисплею 90 Гц та овальним вирізом під подвійну фронтальну камеру.

### Пам'ять
Realme 6 Pro продавався в комплектаціях 6/64, 6/128 та 8/128 ГБ. В Україні була доступна тільки версія на 8/128 ГБ.

### Програмне забезпечення
Смартфон був випущений на realme UI 1 на базі Android 10. Був оновлений до realme UI 2 на базі Android 11.